# Jatropha costaricensis
Jatropha costaricensis là một loài thực vật có hoa trong họ Đại kích. Loài này được G.L.Webster & Poveda mô tả khoa học đầu tiên năm 1978.